# Susannah Lazar
| 20430 Stout                              | 10 de enero de 1999 | MPC |
| Co-descubierto con: Walter R. Cooney Jr. |                     |     |

Susannah Lazar es una física médica estadounidense, astrónoma aficionada y descubridora de planetas menores.
Está afiliada al Observatorio de Highland Road Park, donde descubrió el asteroide 20430 Stout con Walter R. Cooney, Jr. a los 16 años, y lo llamó así por su difunto bisabuelo Earl Douglas Stout (c. 1895–1985).
En ese momento, ella era una estudiante de último año en su escuela de Baton Rouge, Louisiana.